# 井上一成
井上 一成（いのうえ いっせい、1932年（昭和7年）1月5日 - ）は、日本の政治家。勲等は勲一等。大阪府摂津市長、衆議院議員、衆議院運輸委員会委員長、日本社会党副委員長、郵政大臣を歴任した。

## 来歴

### 生い立ち
大阪府三島郡鳥飼村（現在の摂津市鳥飼野々）で農家の長男として生まれる。1950年に大阪府立茨木高等学校、1954年に同志社大学経済学部卒業。

### 市長から代議士、閣僚へ
1968年、地元摂津市の市制施行後最初の市長選挙に36歳で当選し、前身である三島町の成立以来町長・市長を12年務めた深田丈夫に代わって市長に就任した（当時の史上最年少市長）。在職中に近畿市長会会長などの要職を歴任、2期8年務めた。
1976年に市長の2期目の任期を満了後、同年の衆議院議員総選挙に日本社会党公認で立候補し、初当選。以降連続当選8回。社会党副委員長などを歴任後、1995年に村山改造内閣で郵政大臣として初入閣。

### 政界再編期の所属政党の変遷、政界引退まで
1996年に社会民主党を離党し、旧民主党結党に参加した。同年の総選挙で大阪8区から立候補、小選挙区では落選するも比例復活で8選。部落解放同盟中央本部から「部落出身議員」と公表されており、部落解放同盟の準組織内候補として選挙に当選したこともある。1999年頃、「野中は政界でこそ大物官房長官として肩で風を切って来たが、同和社会では彼の地位は低い。井上一成代議士や上田卓三元代議士の方がはるかに強固な地盤を有している」との怪文書を永田町に流されたことがある。
その後、民主党を離党し、自由党を経て、保守党に入党する。2000年の総選挙では大阪7区から保守党公認で立候補も落選した。2003年の総選挙では、自由民主党公認で大阪7区から国政復帰を目指すも落選した。2006年、自らの議員秘書が、社会福祉法人「ともしび福祉会」（飛鳥会事件の小西邦彦・部落解放同盟前飛鳥支部長が理事長をつとめていた）の理事や評議員に就任していたことを報じられた。

## 活動
社会党の野党時代に単独行動でカンボジア和平の実現に貢献し、カンボジアのフン・セン首相をして「真のピースメーカー」と云わしめ、マスコミからも“影の外務大臣”と呼ばれた。

## 親族
実弟の井上信也（1934年 - 2010年）は、一成と同様に日本社会党及び日本共産党の推薦を得て（ただし3選時共産党が与党を離脱）、一成の後任の摂津市長を務めた（3期、1976年 - 1988年）。また、サラリーマン新党でも活動した。
甥の井上哲也は、一成の秘書を経て、吹田市長を務めた。

## 栄典
- 1973年 - 紺綬褒章受章。
- 1978年 - セネガル共和国勲章 (Ordre du Merite) 受章
- 1995年 - レジオン・ドヌール勲章 (Officier) 受章。
- 2002年 - 勲一等瑞宝章受章[7]。